# Kalamaja-museum
Het Kalamaja-museum is een museum in de Estse hoofdstad Tallinn dat zich volledig richt op de geschiedenis van het district Kalamaja.
Het museum onderscheidt zich doordat het is ontwikkeld in samenwerking met de lokale gemeenschap, waardoor het een gemeenschapsmuseum is. De permanente tentoonstelling van het museum, getiteld "A Village in the Middle of the City: Stories about Kalamaja", vertelt het verhaal van de buurt aan de hand van zes kenmerkende personages uit Kalamaja. Naast de permanente tentoonstelling organiseert het museum ook tijdelijke tentoonstellingen, workshops en evenementen, en breidt het zich uit naar de stedelijke ruimte met buitententoonstellingen en activiteiten. Het museum valt onder het beheer van het Stadsmuseum van Tallinn en is gevestigd in een huis dat werd gebouwd tussen 1932 en 1934 naar ontwerp van architect Herbert Johanson. Na een uitgebreide renovatie werd het museum in 2021 geopend.